# Chicha (arte)

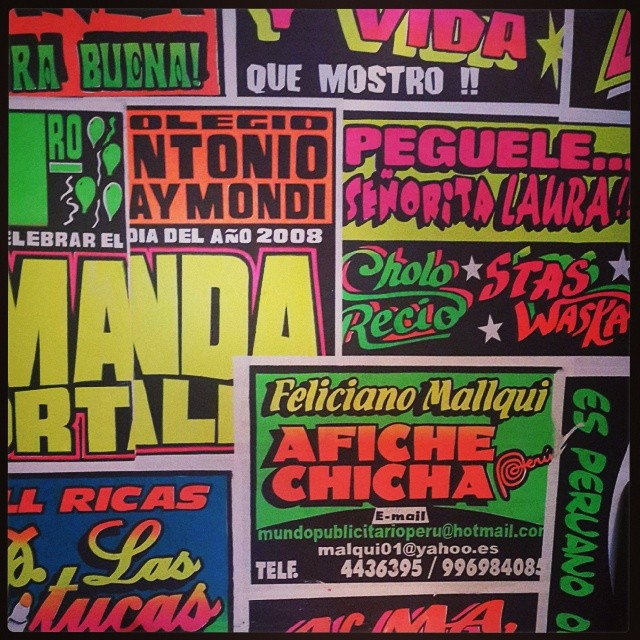
Carteles de arte chicha

El arte chicha se refiere a una estética kitsch peruana nacida en la década de 1980. Ha sido definido como un arte barroco contemporáneo.

## Historia
Su desarrollo se asocia a la música chicha, sobre todo en la elaboración y diseño de carteles publicitarios de conciertos de este género musical y a los fenómenos migratorios desde las regiones andinas y de la selva central a las capitales de la costa peruana, particularmente a Lima, la capital del país. Uno de los grupos de música que visibilizaron el uso de atuendos de colores brillantes vinculados a su Huancayo natal fueron Los Shapis.
Mientras que en sus inicios fue catalogado como una manifestación artística menor, y visto desde una óptica racista como parte de una cultura huachafa e inferior, a finales de los años 2010 las nuevas generaciones de hijos de migrantes que conforman una nueva clase media han revalorizado lo cholo y lo chicha, tanto en el plano musical, con el surgimiento de grupos musicales como Dengue Dengue Dengue o Bareto, como en lo artístico, representado en el éxito, en algunos casos con alcance internacional, de artistas gráficos como Monky, Elliot Tupac o Yefferson Huamán, o colectivos como Familia Gutiérrez, Amapolay, Unidos por un Sueño, Nación Chicha o Carga Máxima, y en la creciente demanda y, por ende, el aumento del número de talleres en Lima y otras ciudades peruanas. También es utilizado como forma de protesta social en murales o como parte del diseño de carteles para manifestaciones como la defensa de la selva peruana, contra los feminicidios o en apoyo al colectivo LGBT. Los carteles de arte chicha incluso están presentes en zonas donde existe inmigración peruana como en Chile.

## Descripción
Los afiches chicha, creados de forma artesanal mediante técnica de malla serigráfica, tienen como particularidad el uso de colores fosforescentes y tonos contrastados con fondos negros, características que los hacían llamativos y resaltaban en el saturado entorno urbano de barrios tugurizados y zonas mal iluminadas de las ciudades. La gama de colores utilizados corresponde a los usados por la cultura andina, como de la nación huanca, presentes en la decoración de las vestimentas de bailes típicos, mientras que la tipografía, el lettering, de tipo sinuoso se asocia a la psicodelia de la década de 1960. Otras de las características son el horror vacui y el uso publicitario de frases que combinan rasgos poéticos con modismos o jerga peruana.

## Galería

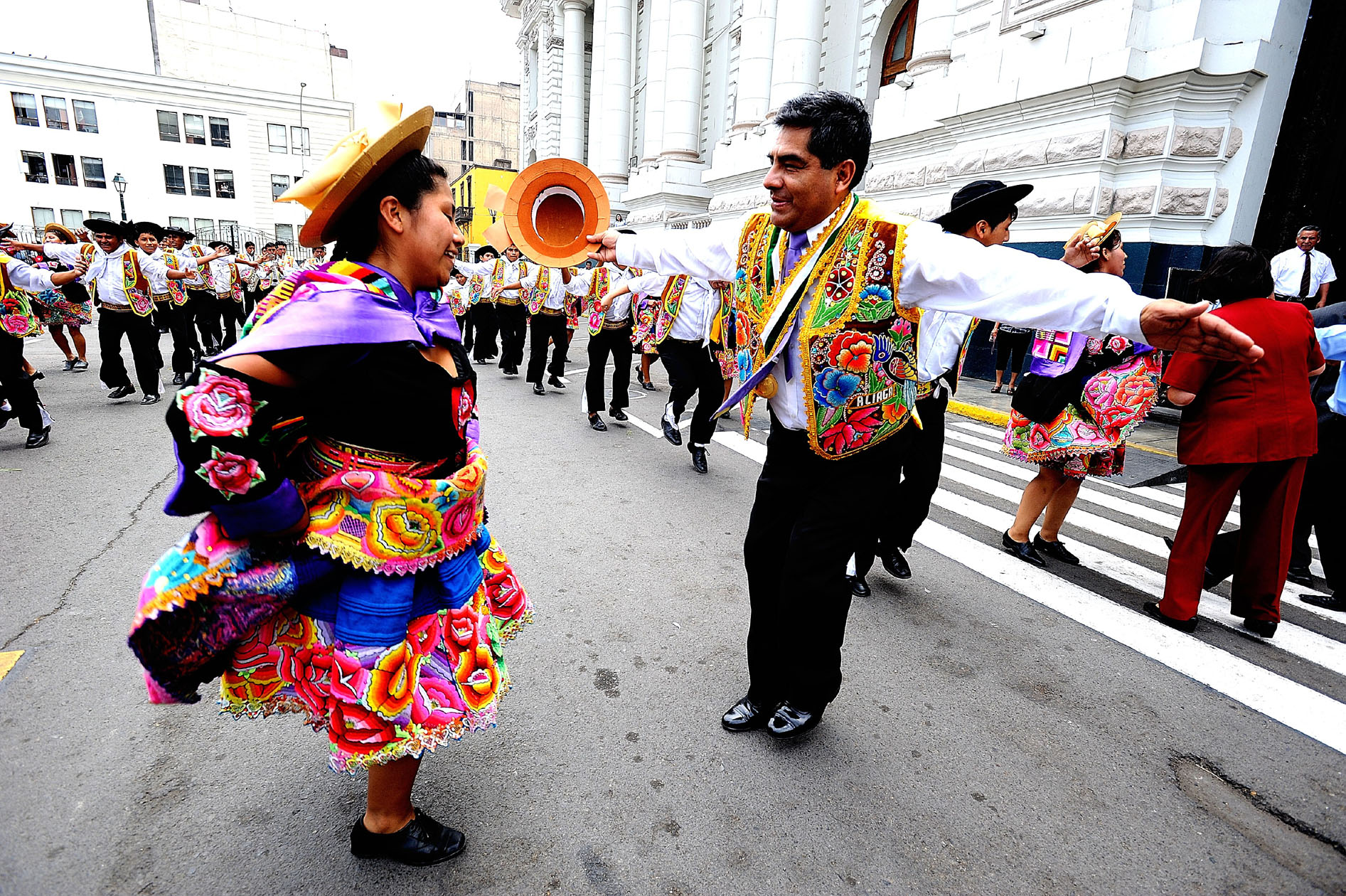
Colores estridentes de la vestimenta del huaylarsh, baile típico del carnaval huanca.
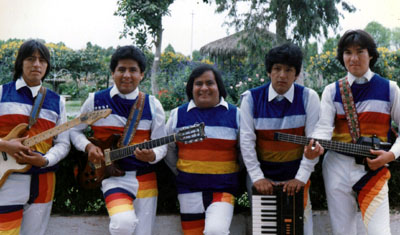
Los Shapis, grupo musical huancaíno de chicha que visibilizó el nuevo arte fluorescente.
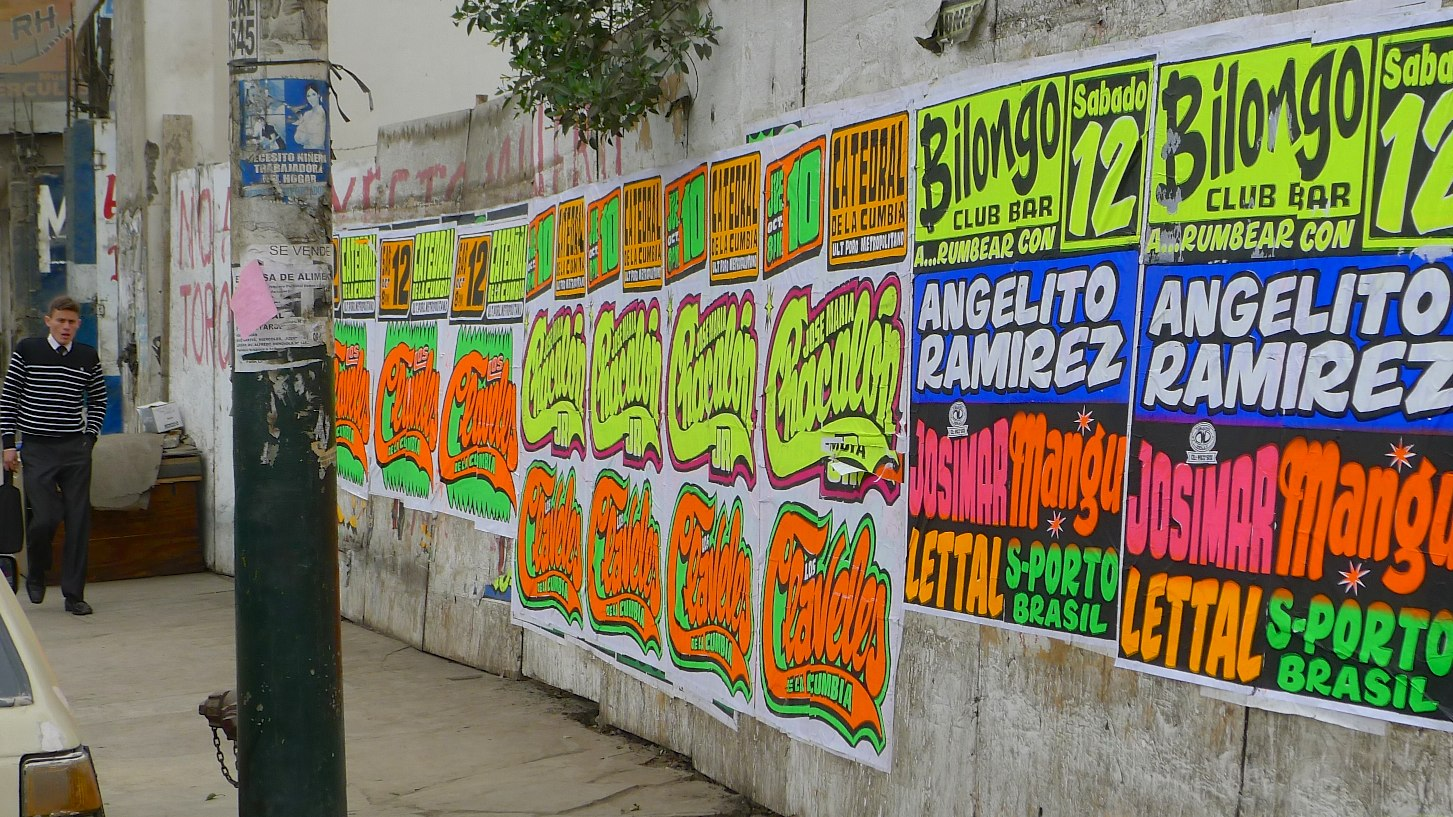
Carteles chicha en una pared del distrito limeño de Comas.
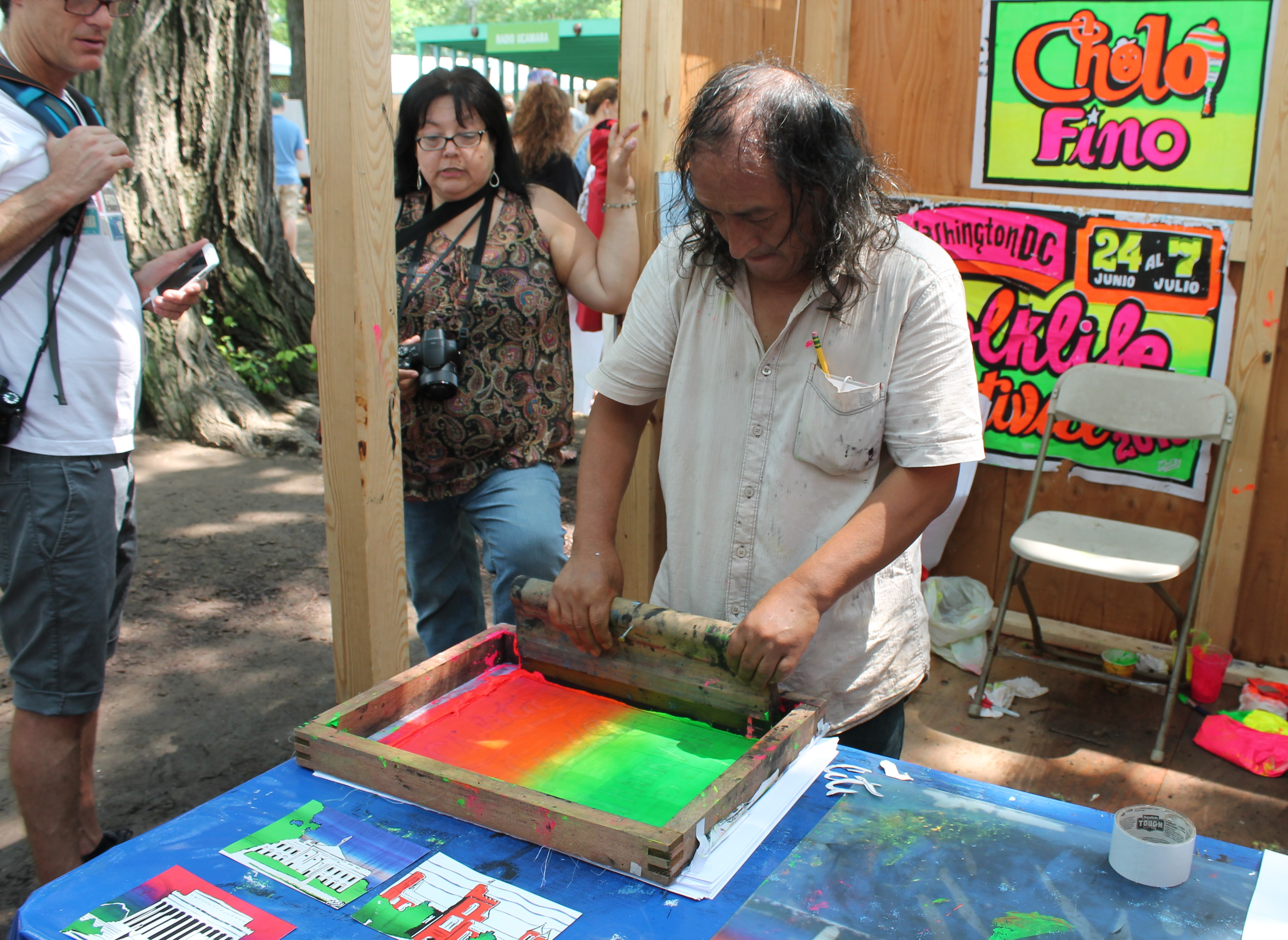
El cartelista peruano Pedro Rojas Meza, conocido como Monky, en el Smithsonian Folklife Festival 2015 en Washington D.C.
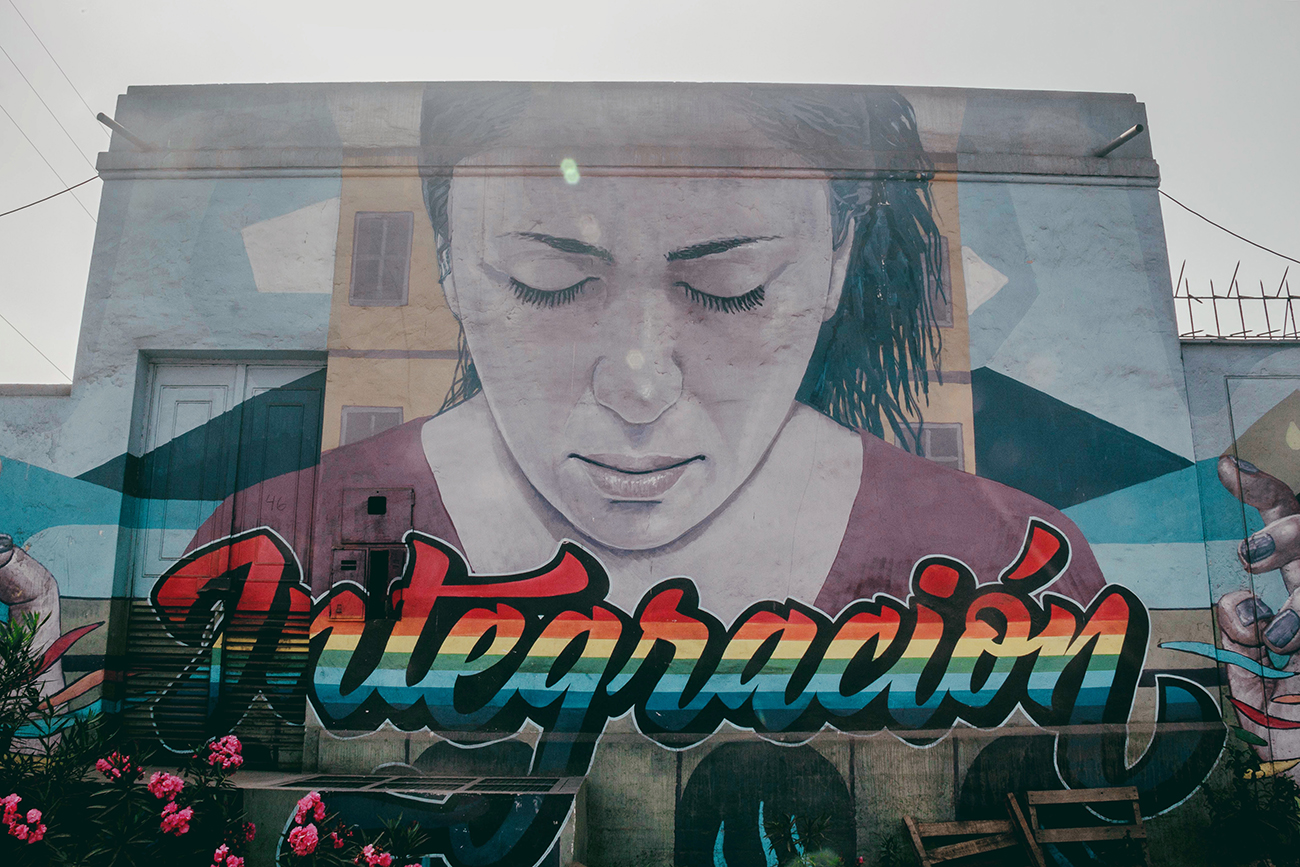
Mural Integración de Elliot Túpac en Lima.